# Андреа дел Кастаньо
Андреа дел Кастаньо (на италиански: Andrea del Castagno, остар. Andrea dal Castagno) е италиански ренесансов художник от Флорентинската школа

## Биография
Роден е през 1423 г. в село Кастаньо д'Андреа. Рожденото му име е Андреа ди Бартолоди Барджила (Andrea di Bartolodi Bargilla). Когато е едва 8-годишен, домът му изгаря при пожар, в който загива неговия баща. Възможно е, неволен виновник за този пожар да е бил самият Андреа, тъй като впоследствие в една от своите творби той изобразява себе си в образа на Свети Юлиан Гостопреимни, разкайващ се за отцеубийство.

## Творби
Първите значими работи на художника са „Тайната вечеря“ в трапезарията на манастира Сант'Аполониа и три сцени от „Страстите Христови“ (понастоящем в музея Кастаньо, Флоренция).
- „Тайната вечеря“. 1447 г.
- фреска от манастира Сант'Аполониа, Флоренция
- Фреска във Флорентинската катедрала

### Портрети на „Знаменити мъже и жени“
През 1450 г. във Вила Кардучи създава серия от портрети на „Знаменити мъже и жени“ (понастоящем в музея Кастаньо, Флоренция), включваща трима флорентински военачалници, три жени и трима поети.
През 1451 г. довършва фреските в Сант Егидио във Флоренция, започнати от Доменико Венециано.

### Портрети на Андреа в позиция 3/4
В средата на XV век, флорентинският профилен портрет предприема първи опити да премине в три-четвърти позиция. Този прийом е подсказан от нидерландските портрети, а така и от развитието на флорентинския скулптурен портрет. Първите образци на новия тип композиция са реплики на портрети от монументалната живопис или подражават на тях.
- (Андреа дел Кастаньо?). Два портрета на членове от фамилия Медичи. Цюрих
- Мъжки портрет, Вашингтон

### Смърт
Умира от треска на 19 август 1457 г. във Флоренция.

## Вазари за Андреа
В „Жизнеописанията на художниците“ Джорджо Вазари обвинява Андреа дел Кастаньо в убийство от завист на своя учител и покровител Доменико Венециано (който всъщност надживява своя ученик с няколко години). Тази легенда става толкова известна, че много от творбите на Андреа се замазани и изрисувани отгоре, а неговото име – предадено на забрава. 
Едва в края на XIX век под слой боя са открити негови фрески, след което неговото име е възвърнато на историята на изкуството.